# منصة جاجارين

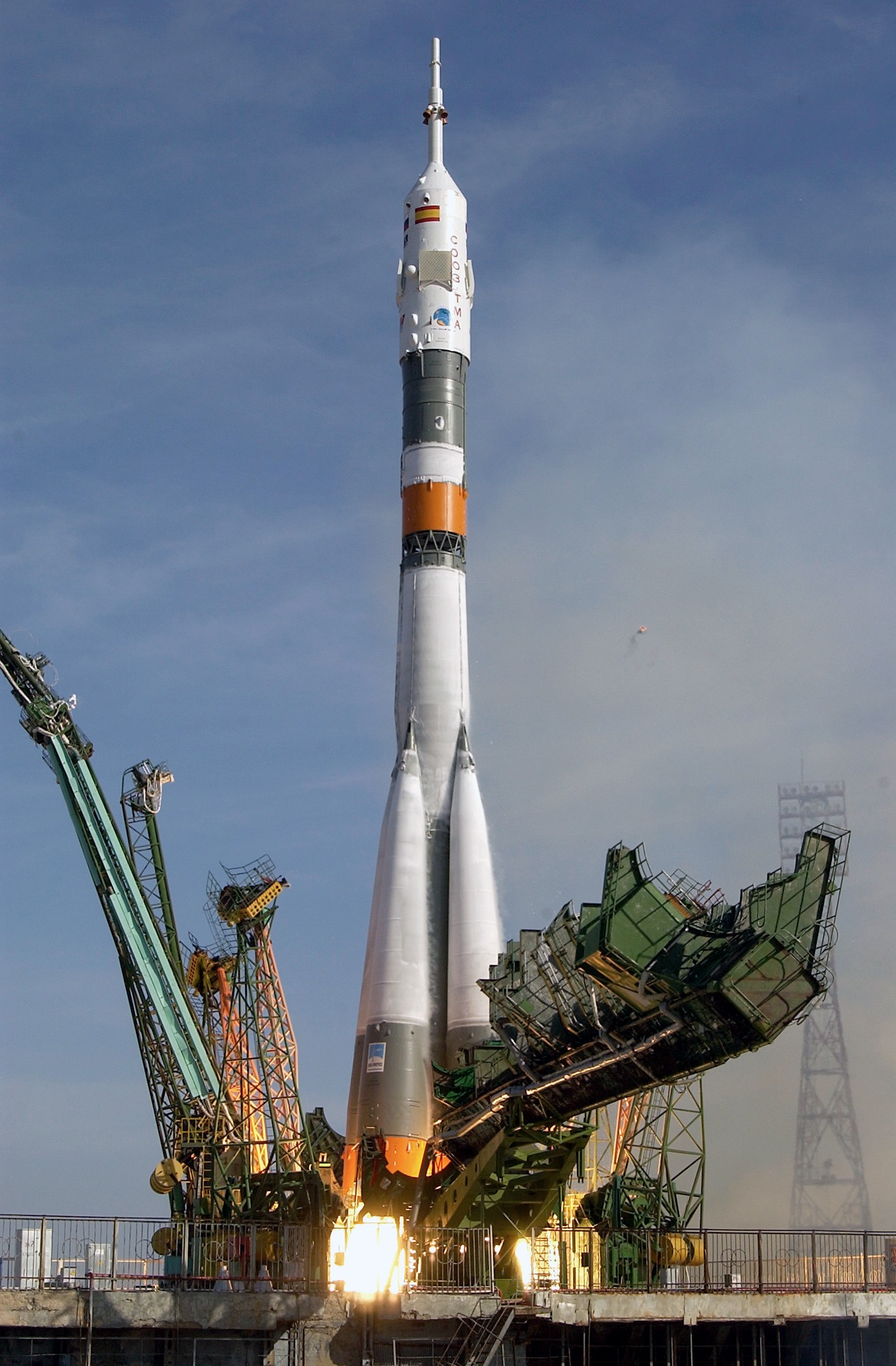
لحظة إطلاق سويوز تي إم آي-3 من منصة جاجارين.

منصة جاجارين (بالروسية: Гагаринский старт) هو موقع إطلاق في مركز بايكونور الفضائي في كازاخستان، استعملت المنصة لإطلاق مركبة فوستوك 1 عام 1961 وهي أول رحلة فضاء بشرية وكان على متنها يوري جاجارين وقد سميت بهذا الاسم تخليدا لذكراه.

## معرض صور

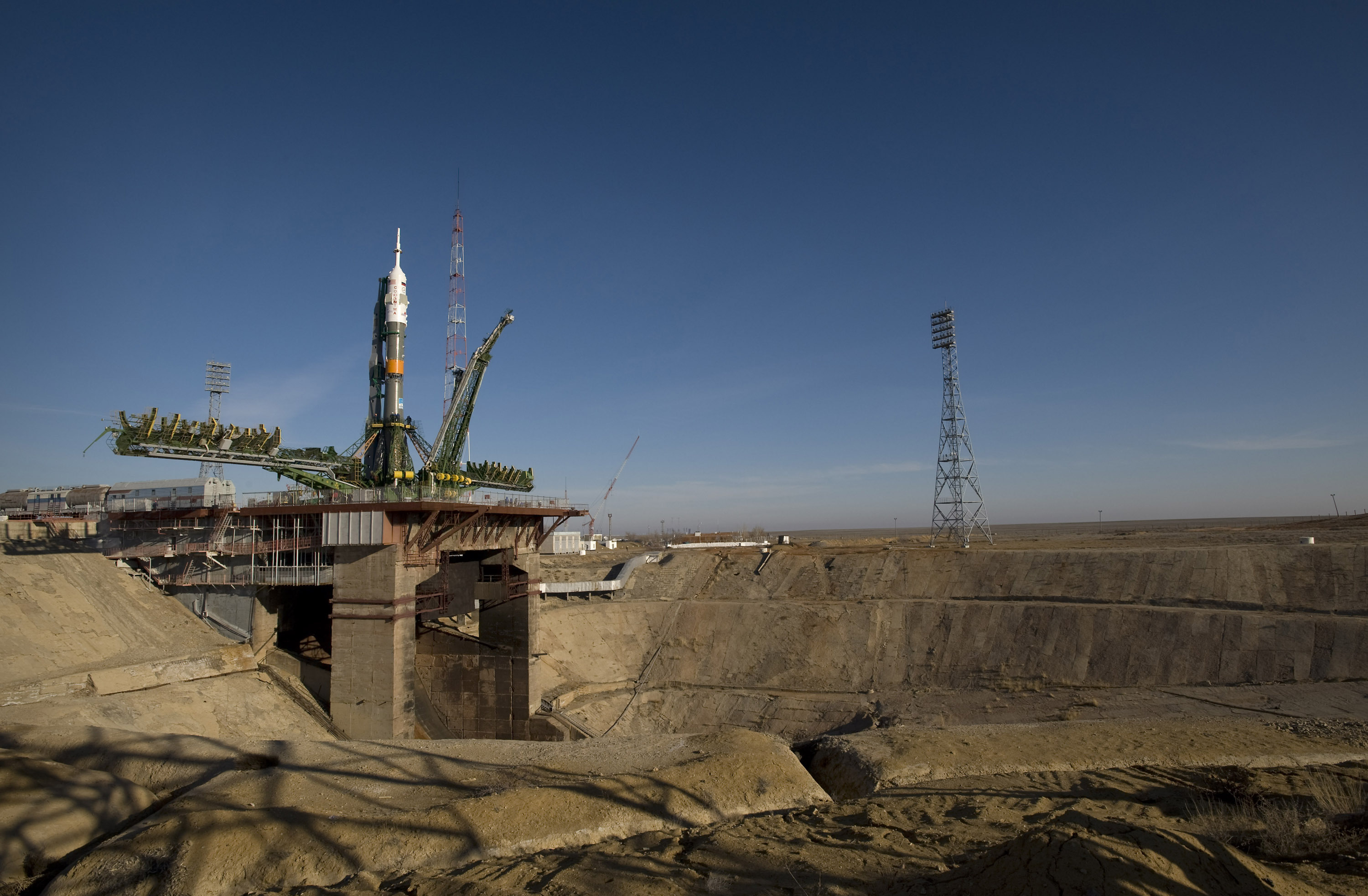
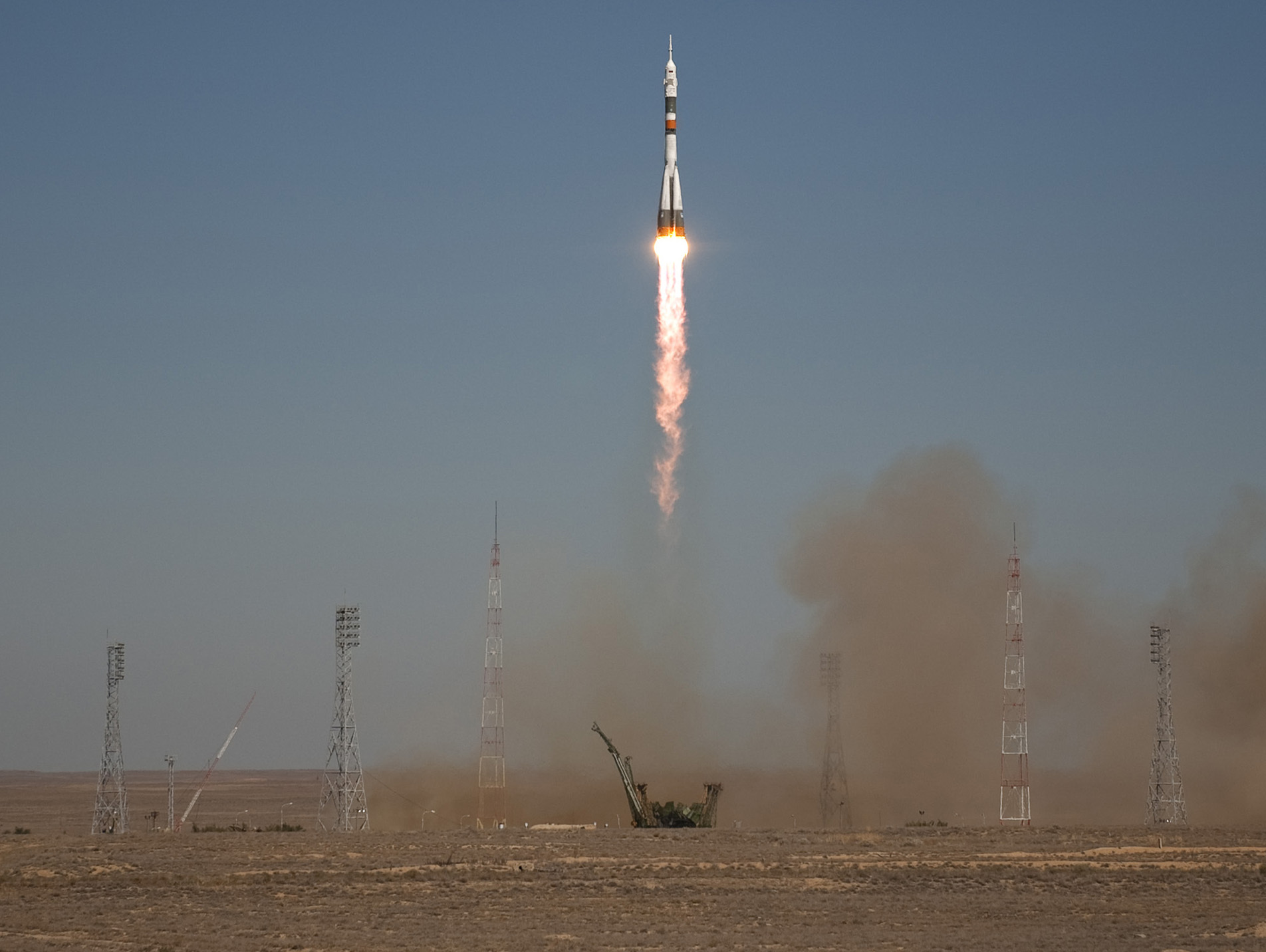
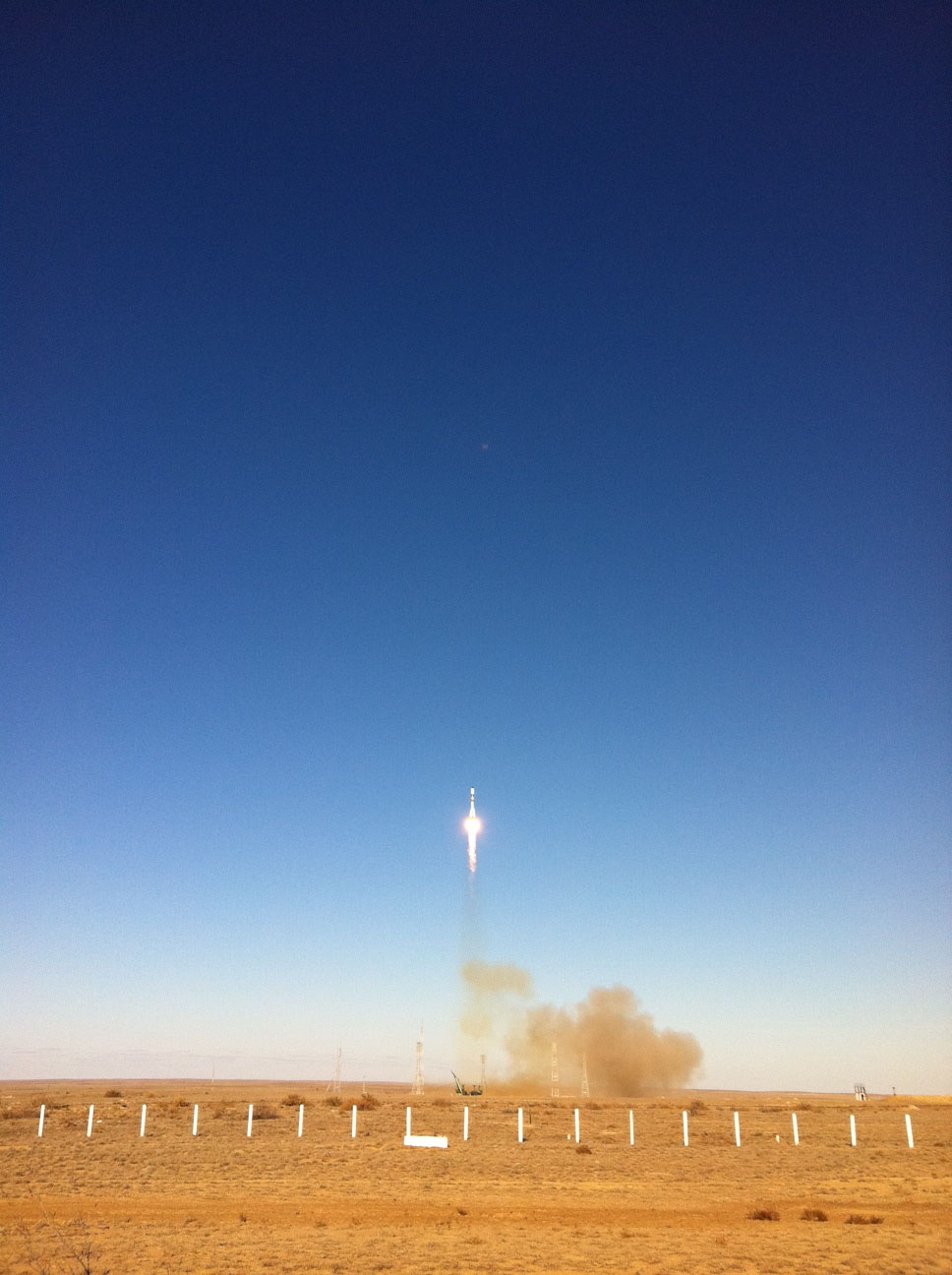
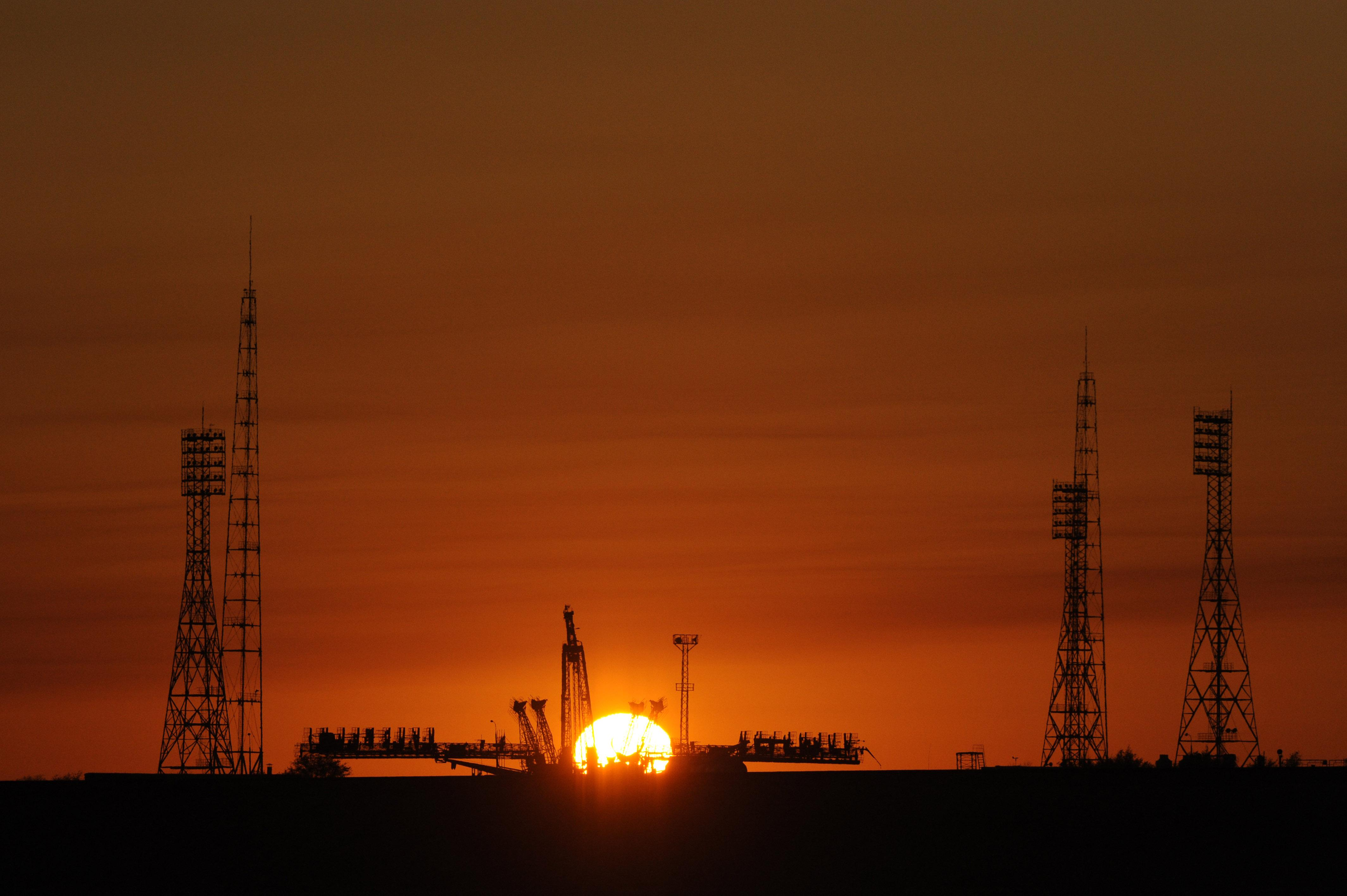